# Бокс на летних Олимпийских играх 1960

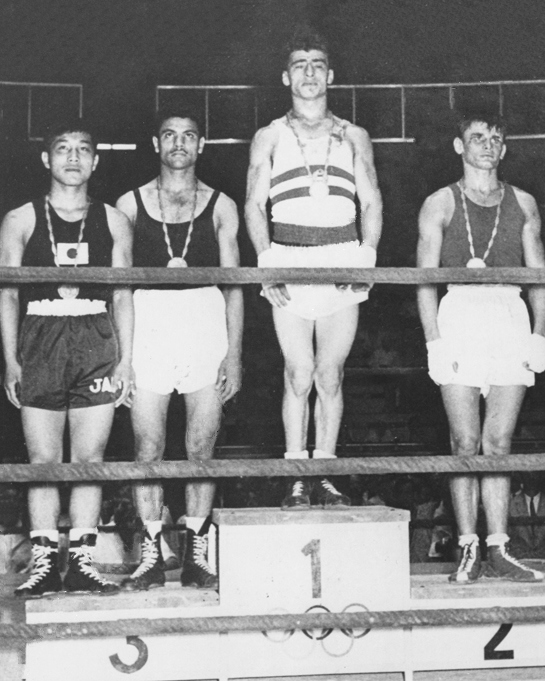
Призёры в категории до 51 кг

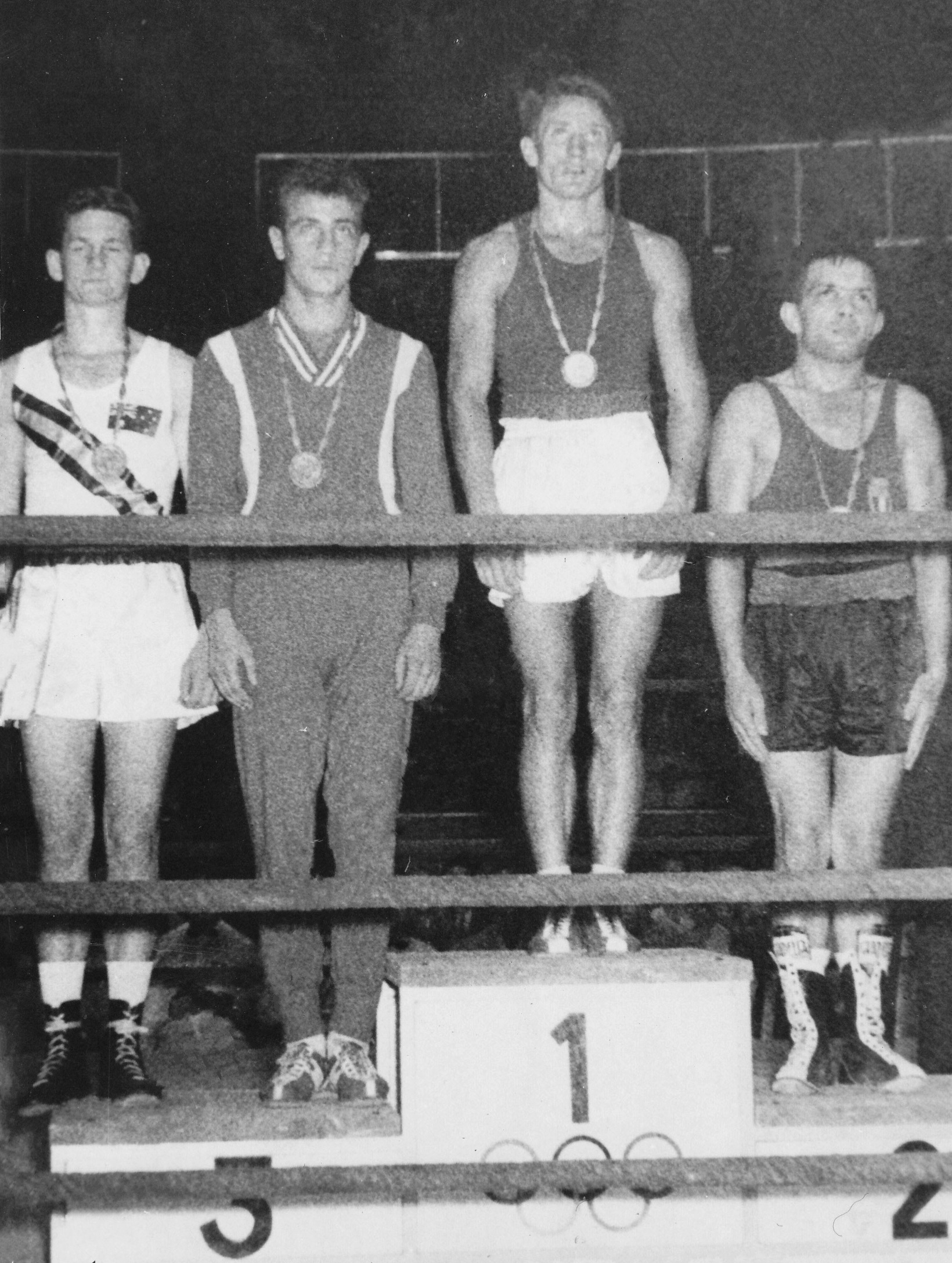
Призёры в категории до 54 кг

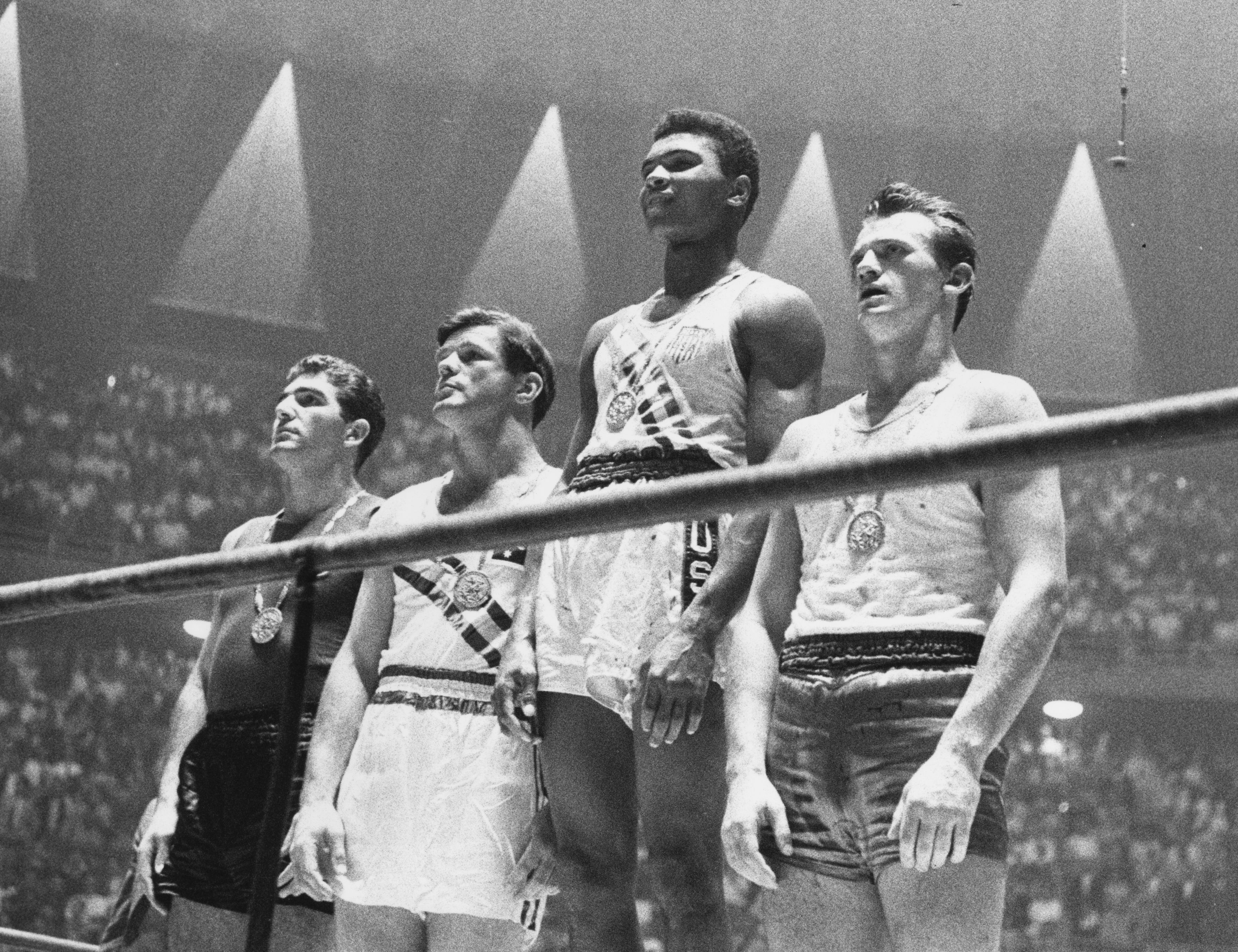
Призёры в категории до 81 кг, второй справа — чемпион Кассиус Клей

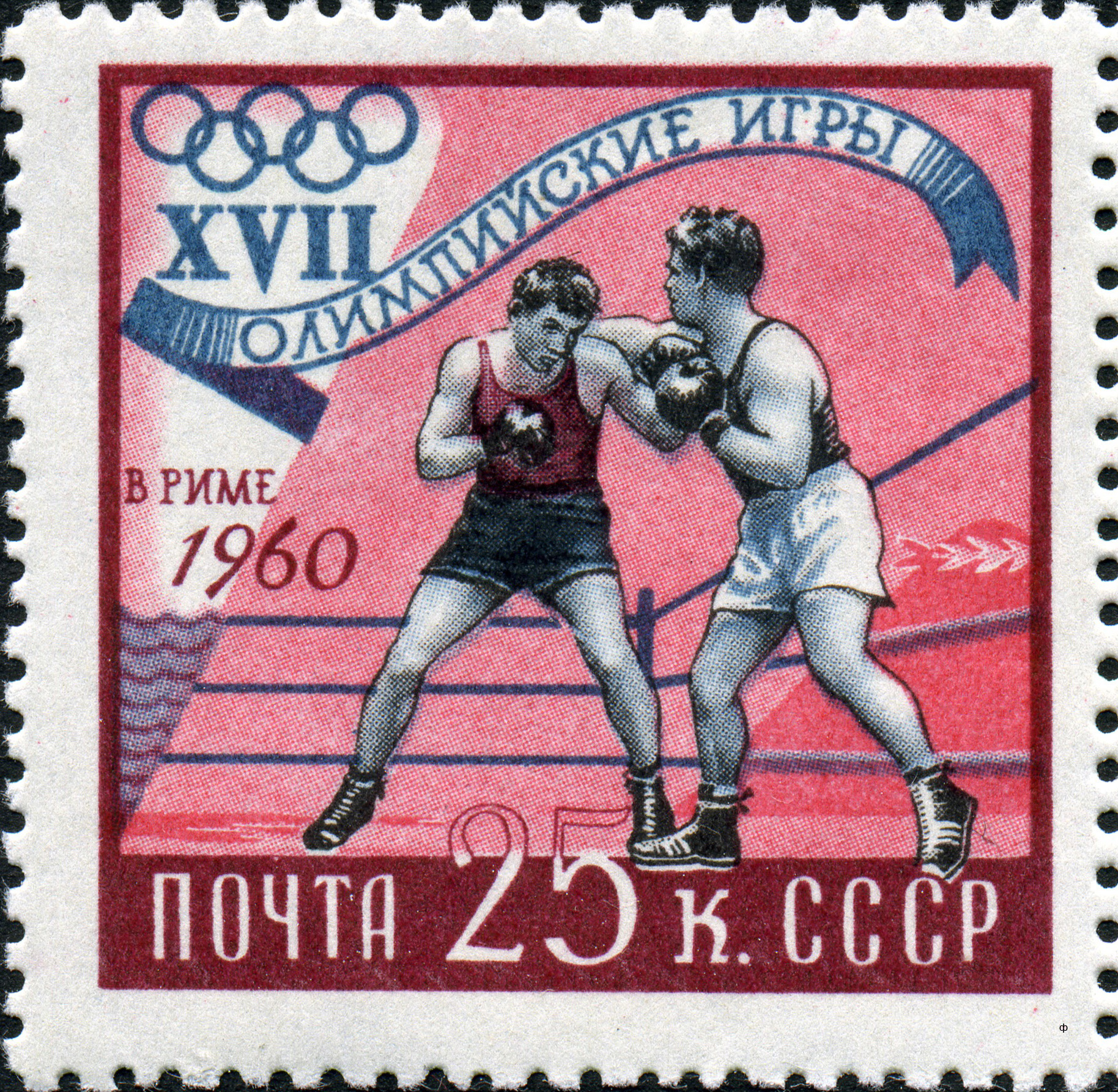
Коммеморативная марка СССР номиналом 0,25 руб

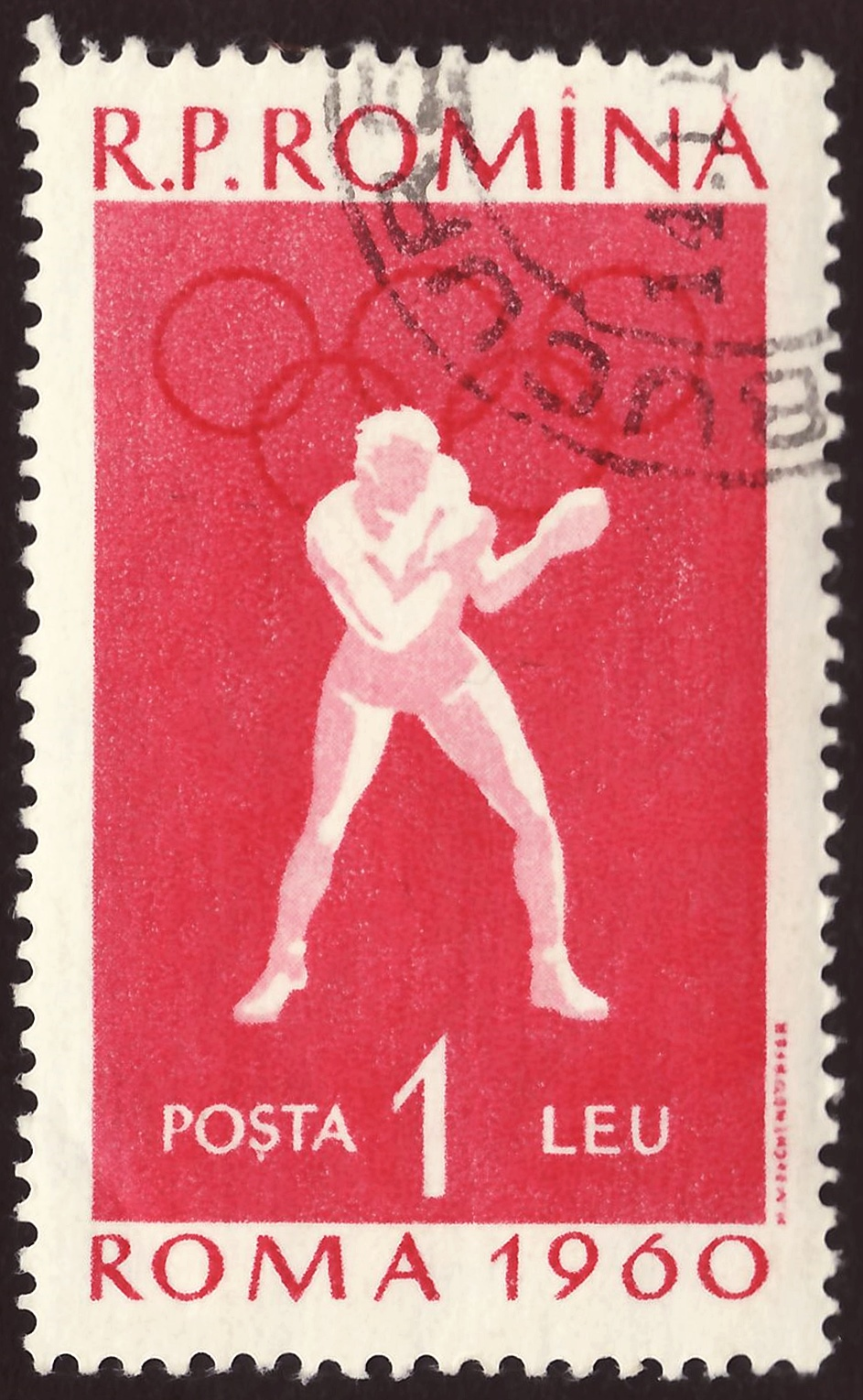
Румынская коммеморативная марка номиналом 1 лей

Соревнования по боксу на летних Олимпийских играх 1960 года прошли с 25 августа по 5 сентября в Риме. Были разыграны 10 комплектов наград — 10 весовых категорий. В одной весовой категории от одной страны мог выступать только один спортсмен. Традиционно в каждой весовой категории бронзовые медали вручались обоим боксёрам, проигравшим в полуфинале. В соревнованиях приняли участие 281 боец из 54 стран мира.
В категории до 81 кг золото выиграл 18-летний Кассиус Клей, прославившийся впоследствии как Мухаммед Али.

## Результаты

### Медалисты
| Категория   | Золото                       | Серебро                     | Бронза                                         |
| До 51 кг    | Дьюла Тёрёк Венгрия          | Сергей Сивко СССР           | Абдельмонейм Эльгинди Египет                   |
| До 51 кг    | Дьюла Тёрёк Венгрия          | Сергей Сивко СССР           | Киёси Танабэ Япония                            |
| До 54 кг    | Олег Григорьев СССР          | Примо Дзампарини Италия     | Брунон Бендиг Польша                           |
| До 54 кг    | Олег Григорьев СССР          | Примо Дзампарини Италия     | Оливер Тейлор Австралия                        |
| До 57 кг    | Франческо Муссо Италия       | Ежи Адамский Польша         | Уильям Майерс ЮАС                              |
| До 57 кг    | Франческо Муссо Италия       | Ежи Адамский Польша         | Йорма Лиммонен Финляндия                       |
| До 60 кг    | Казимеж Паздзёр Польша       | Сандро Лопополо Италия      | Ричард Мактаггарт Великобритания               |
| До 60 кг    | Казимеж Паздзёр Польша       | Сандро Лопополо Италия      | Абель Лаудонио Аргентина                       |
| До 63,5 кг  | Богумил Немечек Чехословакия | Клемент Кворти Гана         | Куинси Дэниэлс США                             |
| До 63,5 кг  | Богумил Немечек Чехословакия | Клемент Кворти Гана         | Мариан Каспшик Польша                          |
| До 67 кг    | Джованни Бенвенути Италия    | Юрий Радоняк СССР           | Лешек Дрогош Польша                            |
| До 67 кг    | Джованни Бенвенути Италия    | Юрий Радоняк СССР           | Джеймс Ллойд Великобритания                    |
| До 71 кг    | Уилберт Макклюр США          | Кармело Босси Италия        | Уильям Фишер Великобритания                    |
| До 71 кг    | Уилберт Макклюр США          | Кармело Босси Италия        | Борис Лагутин СССР                             |
| До 75 кг    | Эдвард Крук США              | Тадеуш Валасек Польша       | Евгений Феофанов СССР                          |
| До 75 кг    | Эдвард Крук США              | Тадеуш Валасек Польша       | Ион Моня Румыния                               |
| До 81 кг    | Кассиус Клей США             | Збигнев Петшиковский Польша | Энтони Мэдиган Австралия                       |
| До 81 кг    | Кассиус Клей США             | Збигнев Петшиковский Польша | Джулио Сарауди Италия                          |
| Свыше 81 кг | Франческо Де Пикколи Италия  | Дэниэл Беккер ЮАС           | Йозеф Немец Чехословакия                       |
| Свыше 81 кг | Франческо Де Пикколи Италия  | Дэниэл Беккер ЮАС           | Гюнтер Зигмунд Объединённая германская команда |

## Судейский комитет и рефери
Президент —  Р. Лисовский
Секретарь —  Дж. Р. Джонстон
Члены —  Э. Бом,  Константин Градополов,  Антонио Джиларди
- К. С. Абду
- Годфри Амартейффио
- Дж. Амати
- Густав Аяксон
- Йон Боамфэ
- П. Брамбилла
- Ахим Вольф
- Дж. А. Гилландерс
- Жорж Гондре
- Э. М. Девери
- Э. Касл
- Кван Хан
- Б. Кобза
- К. Кокубо
- Хоршед П. Кука
- Т. Ларссон
- Имре Надь
- Й. Нейн
- Х. Николь
- Юлиан Нойдинг[пол.]
- Дональд Обейесекере[англ.]
- Л. Г. Парчев
- Калева Сампила
- Р. Скьярра
- В. Спасоевич
- А. Сташа
- Роберт Дж. Суркейн
- Арчи Таннер[англ.]
- Андрей Тимошин
- Э. Тинелли
- Анджей Федорович
- Икаро Фруска
- Гарри Хеджер
- Сэм Хейз
- Н. Хиршманн
- Х. Хуссген
- Р. Л. Хьюм
- А. Цукколи
- Дж. Чекки
- Чу Сан Чом